# Momoria magnus
Momoria magnus är en insektsart som beskrevs av Baker 1900. Momoria magnus ingår i släktet Momoria och familjen dvärgstritar. Inga underarter finns listade i Catalogue of Life.